# Dymasius vitreus
Dymasius vitreus là một loài bọ cánh cứng trong họ Cerambycidae.